# Hilary Cruz

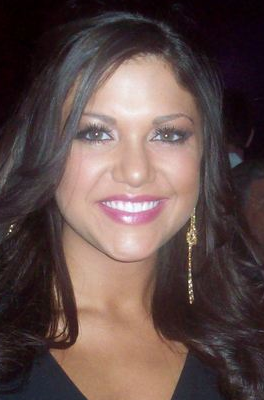
Hilary Cruz (2008)

Hilary Carol Cruz (* 4. Dezember 1988 in Louisville, Colorado) ist ein US-amerikanisches Model, Schönheitskönigin und Schauspielerin.

## Werdegang
Cruz wuchs in Louisville im US-Bundesstaat Colorado auf und besuchte die dortige Centaurus High School. Im Jahr 2006 kam sie erstmals mit dem Modeln in Berührung. Sie gewann den Titel Miss Colorado Teen USA 2007. Im August 2007 siegte sie bei der Wahl zur Miss Teen USA. Cruz war das erste Model aus Colorado, das diesen Titel gewann. Ihr ursprünglich geplantes Studium an der University of Northern Colorado verwarf sie nach dem Gewinn des Titels und ging zeitweilig nach New York, wo sie eine Ausbildung an der New York Film Academy absolvierte.
Cruz nahm 2012 an einer Episode von Gordon Ramsays Kochshow Hell’s Kitchen teil. 2014 spielte sie im Musikvideo Superbad des US-amerikanischen Sängers Jesse McCartney mit.

## Filmografie (Auswahl)
- 2011: Sand Sharks
- 2012: Freelancers
- 2014: Beautiful and Twisted